# 尾高山 (三重県)
尾高山（おだかやま）は三重県三重郡菰野町にある標高533mの山。

## 概要
鈴鹿山脈の前衛の山で、鈴鹿セブンマウンテンの一つである釈迦ヶ岳から東南東に延びる尾根上に位置する。山麓には三重県民の森や尾高観音（尾高山和光院引接寺）があり、東海自然歩道が通っている
。尾高山ウォーキングコースとして複数のハイキングコースが整備されている。山頂には、鉄製の展望台があり、鈴鹿山脈、養老山地、伊勢湾及び愛知県の知多半島などが望める。

## ハイキングコース
- 洗谷コース
- 行者コース
- 見晴コース
- 長坂コース

※ 注意：尾高山から釈迦ヶ岳へと続く尾根道は、踏み跡の薄いバリエーションルートである。

## 地理

### 周辺の山
- 釈迦ヶ岳
- 三池岳

### 源流の河川
以下の源流となる朝明川の支流は、伊勢湾へ流れる。山頂から約200m西側の焼合川には、女郎滝がある。
- 焼合川
- 杉谷川